# يان دي كونينغ
يان دي كونينغ (بالهولندية: Jan de Koning)‏ هو لاعب كرة قدم ومدرب كرة قدم هولندي، ولد في 7 أكتوبر 1949 في أمستردام في هولندا. لعب مع أياكس أمستردام وسيركل بروج وفيتيسه آرنهم ونادي لوكيرين.